# خزعة البروستاتا
خزعة البروستاتا هي إجراء إزالة عينات إبرة مجوفة صغيرة من غدة البروستات عند الرجل لفحصها بحثًا عن سرطان البروستاتا. يحدث عادةً عندما تكون نتيجة اختبار الدم PSA عالية. يمكن اعتباره أيضًا من المستحسن بعد اكتشاف فحص المستقيم الرقمي (DRE) وجود خلل محتمل. يعد فحص المستضد البروستاتي النوعي مثيرًا للجدل حيث قد يرتفع مستوى المستضد البروستاتي النوعي بسبب حالات غير سرطانية مثل تضخم البروستاتا الحميد (BPH)، أو عن طريق العدوى، أو عن طريق التلاعب بالبروستاتا أثناء الجراحة أو القسطرة. بالإضافة إلى ذلك، فإن العديد من سرطانات البروستات التي كشف عنها عن طريق الفحص تتطور ببطء شديد بحيث لا تسبب مشاكل خلال حياة الرجل، مما يجعل المضاعفات الناتجة عن العلاج غير ضرورية.
التأثير الجانبي الأكثر شيوعًا للإجراء هو وجود بول دموي (31٪).  قد تشمل الآثار الجانبية الأخرى العدوى (0.9٪) والموت (0.2٪).

## خزعة البروستاتا الموجهة بالموجات فوق الصوتية
يمكن إجراء العملية عبر المستقيم، من خلال مجرى البول أو من خلال العجان. النهج الأكثر شيوعًا هو عبر المستقيم، وتاريخيًا كان ذلك بتوجيه الإصبع اللمسي. وكانت الطريقة الأكثر شيوعًا لخزعة البروستاتا اعتبارًا من عام 2014 هي خزعة البروستاتا عبر المستقيم الموجهة بالموجات فوق الصوتية (TRUS).
تأخذ مخططات الخزعة الممتدة 12 إلى 14 نواة من غدة البروستاتا من خلال إبرة رفيعة بطريقة منهجية من مناطق مختلفة من البروستاتا.
إجراء الخزعة مع معدل أعلى لاكتشاف السرطان هو رسم خرائط نموذجية للبروستاتا (TPM) أو خزعة عبر العجان (TTMB)، حيث يأخذ 50 إلى 60 عينة من البروستاتا عبر الجلد الخارجي بين المستقيم وكيس الصفن، أخذ عينة دقيقة من البروستاتا بالكامل ورسم خريطة لها، من خلال قالب به ثقوب كل 5 مم، وعادة ما يكون تحت التخدير العام أو التخدير النخاعي.
عادة ما توصف المضادات الحيوية لتقليل مخاطر العدوى. يمكن أيضًا وصف حقنة شرجية في صباح يوم الإجراء. في الإجراء عبر المستقيم، يبدأ بإدخال مسبار الموجات فوق الصوتية في المستقيم للمساعدة في توجيه إبر الخزعة. ثم حقن مخدر موضعي في الأنسجة المحيطة بالبروستاتا. ثم إدخال إبرة خزعة من نسيج البروستاتا محملة بنابض في البروستاتا، مما يُصدر صوت طقطقة. إذا كان التخدير الموضعي مرضيًا، يكون الانزعاج ضئيلًا.

## خزعة موجهة بالرنين المغناطيسي

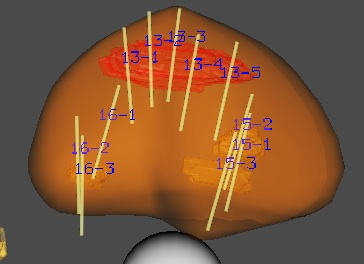
غدة البروستات المعاد بناؤها ثلاثية الأبعاد تشير إلى آفات مشبوهة للخزعة المستهدفة.

منذ منتصف الثمانينيات من القرن الماضي، استخدامت خزعة TRUS لتشخيص سرطان البروستاتا بطريقة عمياء بشكل أساسي لأنه لا يمكن رؤية سرطان البروستاتا في الموجات فوق الصوتية بسبب ضعف دقة الأنسجة الرخوة. ومع ذلك، فقد استخدام التصوير بالرنين المغناطيسي متعدد المعامِلات (mpMRI) منذ عام 2005 تقريبًا لتحديد وتوصيف سرطان البروستاتا بشكل أفضل. أظهرت دراسة تربط بين عينات التصوير بالرنين المغناطيسي وعينات علم الأمراض الجراحية حساسية 59% ونوعية 84% في تحديد السرطان عند استخدام التباين الديناميكي الموزون T2 والتصوير الموزون بالانتشار معًا. يمكن الكشف عن العديد من سرطانات البروستاتا التي فاتها الخزعة التقليدية بواسطة الخزعة الموجهة الموجهة بالرنين المغناطيسي. في الواقع، أظهرت مقارنة جنبًا إلى جنب بين TRUS مقابل الخزعة المستهدفة الموجهة بالتصوير بالرنين المغناطيسي والتي أجريت كدراسة مستقبلية أعمى المحققون أن الخزعة الموجهة بالرنين المغناطيسي قد حسنت الكشف عن سرطان البروستاتا بنسبة 17.7 ٪، وقللت من تشخيص سرطان البروستاتا. مرض ضئيل أو منخفض الخطورة بنسبة 89.4٪.
تتوفر طريقتان لتوجيه التصوير بالرنين المغناطيسي، أو خزعة البروستاتا «المستهدفة»:
1. خزعة مباشرة «داخل التجويف» داخل أنبوب التصوير بالرنين المغناطيسي.
2. خزعة دمج باستخدام جهاز يدمج التصوير بالرنين المغناطيسي المخزن مع الموجات فوق الصوتية في الوقت الحقيقي (التصوير بالرنين المغناطيسي للولايات المتحدة). حيث وصف الانصهار المرئي أو المعرفي بالرنين المغناطيسي للولايات المتحدة.[13]

عندما يستخدام التصوير بالرنين المغناطيسي لوحده لتوجيه خزعة البروستاتا، يحدث بواسطة أخصائي الأشعة التداخلية. حسنت العلاقة بين الخزعة وعلم الأمراض النهائي بين الخزعة الموجهة بالرنين المغناطيسي مقارنةً بـ TRUS.
في خزعة البروستاتا المندمجة بالرنين المغناطيسي بالولايات المتحدة، ُيجرى تصوير بالرنين المغناطيسي للبروستاتا قبل الخزعة، وبعد ذلك، في وقت الخزعة، تدمج صور التصوير بالرنين المغناطيسي مع صور الموجات فوق الصوتية لتوجيه طبيب المسالك البولية إلى الأهداف المشبوهة. يمكن الحصول على خزعات الاندماج بالرنين المغناطيسي بالولايات المتحدة في بيئة مكتبية مع مجموعة متنوعة من الأجهزة.
يبدو أن خزعة البروستاتا الموجهة بالرنين المغناطيسي متفوقة على خزعة TRUS القياسية في اكتشاف سرطان البروستاتا. أظهرت عدة مجموعات في الولايات المتحدة، وأوروبا، أن الخزعات المستهدفة التي حصل عليها من خلال التصوير الاندماجي من المرجح أن تكشف عن السرطان أكثر من الخزعات المنهجية العمياء. في عام 2015، قامت مؤسسة AdMeTech والكلية الأمريكية للأشعة والجمعية الأوروبية للأشعة الأوروبية التناسلية بتطوير نظام الإبلاغ عن تصوير البروستاتا والبيانات (PI-RADS v2) من أجل التوحيد العالمي لاكتساب الصور وتفسيرها، وهو ما يشبه توحيد BI-RADS لتصوير الثدي من المتوقع أن يحسن اختيار المريض للخزعات وأخذ عينات الأنسجة المستهدفة بدقة. PI-RADS أنشأ v2 معايير للإبلاغ عن صور التصوير بالرنين المغناطيسي (mpMRI) الأمثل وصنف مستوى الشك بناءً على الدرجة من واحد إلى خمسة، بهدف تحسين الكشف المبكر (والاستبعاد) عن سرطان البروستاتا المهم سريريًا (أو العدواني). كلما زادت الاشتباه في التصوير بالرنين المغناطيسي الوظيفي وارتفاع درجة PI-RADS v2، زادت احتمالية الإصابة بسرطان البروستاتا في الخزعة المستهدفة. مطلوب خبرة وتدريب كبيرين من قبل قارئ دراسات التصوير بالرنين المغناطيسي للبروستاتا.
حتى عام 2013، اشتملت مؤشرات الخزعة المستهدفة بشكل أساسي على المرضى الذين كانت خزعات TRUS التقليدية سلبية على الرغم من القلق من ارتفاع PSA، وكذلك للمرضى المسجلين في برنامج المراقبة النشطة الذين قد يستفيدون من الخزعة المؤكدة و/ أو المضافة الثقة بمراقبة أكثر دقة غير جراحية. نحو متزايد، يطلب الرجال الذين يخضعون للخزعة الأولية أخذ خزعة مستهدفة، وبالتالي فإن استخدام التصوير بالرنين المغناطيسي قبل أخذ الخزعة ينمو بسرعة.
التجارب السريرية لـ mpMRI و PI-RADS v2، بما في ذلك الدراساتِ الممولة من المعاهد الوطنية للصحة جارية لزيادة توضيح فوائد خزعة البروستاتا المستهدفة.

## آثار جانبية
تشمل الآثار الجانبية لخزعة TRUS أو TPM ما يلي:
- ألم المستقيم أو عدم الراحة (شائع جدًا)
- حرقان عند التبول (شائع جدا)
- كدمات (شائعة جدًا مع TPM فقط)
- البول الدموي لمدة 2-3 أيام (شائع جدا)
- السائل المنوي الدموي لمدة 3 أشهر (30% مع TRUS ؛ ~ 100% مع TPM)
- ضعف الانتصاب لمدة 8 أسابيع تقريبًا (30% مع TRUS ؛ ~ 100% مع TPM)
- عدوى الجلد أو البول (1-8٪)
- عدوى الجلد أو البول التي تتطلب دخول المستشفى والمضادات الحيوية عن طريق الوريد (1-4٪)
- صعوبة التبول (1% مع TRUS ؛> 5% مع TPM)

## نتيجة غليسون
يجرى فحص عينات الأنسجة تحت المجهر لتحديد ما إذا كانت الخلايا السرطانية موجودة، ولتقييم السمات المجهرية (أو درجة جليسون) لأي سرطان يعثور عليه. تحدد نتيجة جليسون و PSA وفحص المستقيم الرقمي معًا المخاطر السريرية، والتي تحدد بعد ذلك خيارات العلاج.

## علامات الورم
يمكن تلطيخ عينات الأنسجة بحثًا عن وجود PSA وعلامات الورم الأخرى من أجل تحديد أصل الخلايا الخبيثة التي انتشرت.